# Каолінова шахта «Кукля»
Каолінова шахта «Кукля» — геологічна пам'ятка природи місцевого значення. Об'єкт розташований на території Берегівського району Закарпатської області, ДП «Берегівське ЛГ», Боржавське лісництво, квартал 40, виділ 10, 14, 24.
Площа — 5 га, статус отриманий у 1969 році.
Охороняється система шахт-печер в каоліновій скелі, де у XV столітті добували каолін на Закарпатті. Тут збереглися елементи гірничих виробок: квершлаги, орти, штольні, а також гірниче спорядження: рейки та стрілки. 